# ティンコ
ティンコ（スペイン語: Tinco）とは、ペルー西部アンカシュ県カルウアス郡にある地名、あるいはティンコを中心としたティンコ地区（スペイン語: Distrito de Tinco）の総称である。行政地区としてのティンコの人口は3263人（2016年）。
ティンコ地区は1941年9月30日、マヌエル・プラード・イ・ウガルテチェ政権下の行政改革で成立した。ティンコの語源はケチュア語で「共に」「一緒に」といった意味を指す"Tincur"から。